# Conny Plank
Pour les articles homonymes, voir Plank.
Konrad "Conny" Plank (né le 3 mai 1940 à Hütschenhausen, mort le 18 décembre 1987 à Cologne) était un réalisateur artistique. Sa créativité en tant qu'ingénieur du son et producteur contribua à façonner certains des enregistrements les plus importants et les plus inventifs de la musique populaire européenne d'après-guerre, couvrant un large éventail de genres dont le rock progressif, la musique d'avant-garde et la musique électronique. Konrad Plank fut en grande partie responsable de ce qu'on appelle le Krautrock qui apparait comme le lien entre ses productions disparates. Son travail a aussi grandement influencé la production et les techniques d'enregistrement partout dans le monde. 

## Principales collaborations
- Ash Ra Tempel
- Clannad
- Cluster
- Holger Czukay (Can)
- DAF (dont le simple Der Mussolini)
- The Damned
- DEVO
- Echo and the Bunnymen
- Einstürzende Neubauten
- Eurythmics (In the Garden)
- Fred Banana
- Freur and The Tourists (Luminous Basement)
- Guru Guru
- Harmonia
- Nina Hagen
- Ideal
- Killing Joke
- Kraftwerk (Kraftwerk, Kraftwerk 2, Ralf und Florian, Autobahn)
- Annie Lennox
- Miranda Sex Garden
- Gianna Nannini (Latin Lover, Sogno Di Una Notte d'Estate, Tutto Live et d'autres)
- Neu! (tous leurs enregistrements)
- Organisation (Tone Float)
- Ástor Piazzolla
- Play Dead
- Ramses
- Michael Rother (deux premiers albums solo)
- Les Rita Mitsouko
- Scorpions
- Sweet Smoke
- Terranova
- Ultravox! (Systems of Romance, Vienna et Rage in Eden)
- Whodini
- Brian Eno